# Philipp Siesmayer
Philipp Nikolaus Siesmayer (* 24. Oktober 1862 in Frankfurt-Bockenheim; † 2. Mai 1935) war ein deutscher Gärtner, Handelsgärtner und Gartenarchitekt. Er war der Chef des Unternehmens Gebrüder Siesmayer, das sein Vater Heinrich Siesmayer 1842 gegründet hatte.

## Leben
Philipp Siesmayer war das sechste von neun Kindern des Königlich-Preussischen Gartenbaudirektors Heinrich Siesmayer (1817–1900) und dessen Ehefrau Elise Siesmayer, geb. Klees (1837–1872).
Seine Lehrzeit verbrachte er im väterlichen Unternehmen Gebrüder Siesmayer. In den Jahren von 1881 bis 1883 verbrachte er seine Ausbildungszeit in der Gärtner-Lehranstalt in Wildpark bei Potsdam, damals die bekannteste Lehreinrichtung für angehende Gartenkünstler in Deutschland.
Nach seiner Ausbildung kehrte Philipp Siesmayer nach Frankfurt zurück und war von da an im Familienunternehmen beschäftigt.
Ab 1890 war er Teilhaber des Unternehmens und ab 1892 Fachleiter. Park- und Gartenanlagen die ab 1890 durch das Unternehmen Gebrüder Siesmayer entstanden sind, sind wohl Philipp Siesmayer zuzuordnen, da sein Vater zu dieser Zeit wahrscheinlich nicht mehr in der Lage war, sein Unternehmen zu leiten. Nach dem Tod seines Vaters leitete Philipp Siesmayer  das Unternehmen zunächst alleine und ab 1901 zusammen mit seinen Brüdern Ferdinand Siesmayer (1868–1944) und Josef Siesmayer. Es war eine Aufgabenteilung vorgesehen, d. h. Philipp sollte den gestalterischen Part übernehmen, Ferdinand den kaufmännischen und Josef sollte die Pflanzenkulturen leiten; dieser schied allerdings schon 1902 aus dem Unternehmen aus.
Im Jahre 1913 gestaltete Siesmayer im Auftrag der Stadt Bad Homburg die an den Kurpark grenzenden Audenwiesen zu einem Park um, der aufgrund des 25-jährigen Regierungsjubiläums des deutschen Kaisers den Namen „Jubiläumspark“ erhielt.

Titelblatt des Siesmayer-Katalogs von 1885

Zu seinen Glanzzeiten beschäftigte das Unternehmen Gebrüder Siesmayer bis zu 600 Angestellte. Aufgrund seiner Erfolge wurde Philipp Siesmayer unter anderem zum Königlich-Preussischen Gartenbaudirektor und zum Großherzoglich-Hessischen Hofgarteningenieur ernannt. Die Weltwirtschaftskrise führte sein Unternehmen allerdings rasch in die Pleite; es musste 1932 Insolvenz anmelden. Philipp Siesmayer konnte sich noch bis zu seinem Tod 1935 als fachlicher Berater in Bad Nauheim betätigen und die Planung für den Kurpark in Bad Vilbel erstellen.
Philipp Siesmayer schuf zahlreiche kleinere und größere Parkanlagen. Darüber hinaus pflegte das Unternehmen die Kurparks von Bad Nauheim (1857–1909), Wiesbaden, Bad Homburg (1881–1930), Bad Ems (1888–1922), die gesamten Grünanlagen von Koblenz, viele große und ca. 200 kleinere Privatparks in und um Frankfurt am Main. Eine Auflistung der von Philipp Siesmayer stammenden Anlagen enthält 174 Gärten und Parks, von denen einige in Rumänien, Polen, Österreich und Belgien liegen. Dieser Auflistung wurde die Bemerkung beigefügt: „Philipp Siesmayer, in dessen Entwurfsbüro außer den hier angeführten größeren Anlagen noch Tausende kleinerer Anlagen und Pläne bearbeitet worden sind, war der weitaus am meisten beschäftigte und erfolgreichste Gartenarchitekt Deutschlands.“

## Familie
Philipp Siesmayer war mit Emma Mathilde Siesmayer, geb. Pflug, verheiratet. Sein Sohn, der Gartenarchitekt Heinrich Siesmayer (1895–1965) war mit Edith Dannhof (1906–2001) verheiratet, einer Tochter des Frankfurter Stadtdirektors Adolf Dannhof und Nachkommin Carl August Müllers.
Das Ehepaar hatte keine Kinder.

## Auszeichnungen
- 1898: Ernennung zum Großherzoglich Hessischen Hofgarteningenieur
- 1899: Russischer Sankt-Stanislaus-Orden III. Klasse
- 1902: Ernennung zum Königlich Preußischen Gartenbaudirektor[6]
- 1903: Ritterkreuz II. Klasse des Großherzoglich Hessischen Philippsorden[7]
- 1906: Kronenorden IV. Klasse
- 1907: Ritterkreuz II. Klasse des Ordens vom Zähringer Löwen
- 1907: Ehrenmitgliedschaft im Verschönerungsverein von Niederselters, zum Dank für die kostenlose Unterstützung der Grünflächengestaltung
- 1908: Widmung der gelben Rose „Frau Philipp Siesmayer“
- 1914: Roter Adlerorden IV. Klasse für die Verdienste um die Anlage des Jubiläumsparks in Bad Homburg und die jahrzehntelange Pflege der dortigen Kuranlagen[8]